# Sistema penal chino

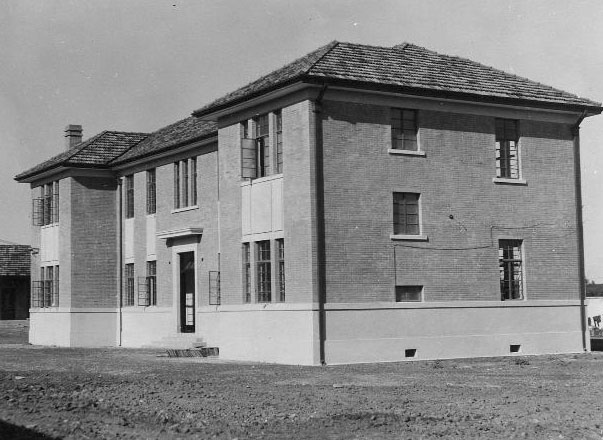
Edificios en Nanjing, Agencia Central de Noticias (República de China), Nanjing en los años 1930, Prisiones en China

El sistema penal chino está compuesto mayoritariamente de un sistema de detención administrativo y de un sistema de encarcelación judicial. A mediados de 2015, se informó que la cantidad de prisioneros mantenidos en cautividad en prisiones administradas por el Ministerio de Justicia es de 1 649 804, resultado en un índice de población de 118 por 100 000.
China también mantuvo la pena de muerte, con el derecho de aprobación reservado para la Corte Suprema Popular de la República Popular China, y además emplea un sistema de pena de muerte suspendida donde la condena se suspende a no ser que el condenado cometa otro delito importante dentro de un lapso de dos años mientras esté detenido. Hay discusiones que instan un mayor uso de la corrección comunitaria, y hay debates para hacer que el Ministerio de Justicia supervise detenidos administrativos como para impedir que la policía tenga demasiado poder.

## Población
Las prisiones dirigidas por el Ministerio de Justicia retuvieron 1 649 804 prisioneros a mediados del 2015, resultado en un índice de población de 118 por 100 000. Añadiendo el número de detenidos informados en 2009 en los centros de detención del Ministerio de la Seguridad Pública, alrededor de 650 000; resultaría en una población total de 2 300 000, y elevaría el índice a 164 por 100 000.
En el mismo informe, se destaca que las reclusas representan aproximadamente un 6.5%, jóvenes un 0.8% y extranjeros un 0.4% de la población de total de prisioneros en las instalaciones del Ministerio de Justicia.

## Detenciones Preventivas
Los departamentos de seguridad pública, el tribunal popular, la corte popular y las comisiones supervisoras pueden emitir órdenes de detención, y a los detenidos normalmente se les retiene en las instalaciones dirigidas por los departamentos de seguridad pública, aunque las comisiones supervisoras normalmente se encargan de sus propios detenidos. El departamento de seguridad estatal tiene funciones y derechos similares a los departamentos de seguridad pública.

### Administrativas
Los oficiales de la Seguridad Pública pueden citar civiles con propósitos investigativos y, aprobado por un oficial superior, usar la fuerza cuando el civil se resista a cooperar. 
Si la policía tiene evidencia suficiente de un delito, puede presentarlo a un fiscal y pedir permiso para realizar un arresto, o si hay evidencia limitada o se considera un delito menor, pueden imponer la detención administrativa por hasta catorce días.
Los oficiales de seguridad del estado tienen derechos y autoridades similares a los oficiales de seguridad pública.

### Fiscales
Las fiscalías pueden aprobar el arresto cuando haya un motivo razonable con solicitudes de la policía o, a veces, por su cuenta, para crímenes relacionados con servidores públicos bajo investigación (función que desde entonces ha sido absorbida por las Comisiones de Supervisión), después de lo cual el sospechoso es puesto en detención preventiva, que puede durar dos meses y con la aprobación de la oficina superior, puede extenderse a siete meses.

### Judicial
Los tribunales populares pueden citar ciudadanos y, con la aprobación de su juez principal, detener a quienes interrumpen el proceso judicial o se niegan a cooperar. La detención judicial puede durar hasta catorce días, generalmente en las instalaciones de los departamentos de seguridad pública.

### Supervisoria
Las comisiones de supervisión (establecidas en marzo de 2018) pueden detener a funcionarios públicos y políticos sospechosos de corrupción cuando poseen una cantidad razonable de evidencia.
Las detenciones deben ser aprobadas por una comisión superior o la comisión nacional.
La detención política, o Liuzhi, se puede solicitar hasta por tres meses, que se puede extender una vez hasta tres meses cuando sea aprobada por una comisión superior. A los funcionarios públicos detenidos no siempre se les permite ver a alguien, incluido su abogado. Esto está autorizado bajo la Ley de Supervisión.

## Sanciones

### Administrativas
Los departamentos de seguridad pública y seguridad del estado son los dos departamentos bajo la rama administrativa que pueden limitar la libertad. Por violación de la Ley de Sanciones Administrativas, la policía puede imponer sanciones por su cuenta, aunque los detenidos pueden presentar una revisión administrativa a su departamento de supervisión o presentar una demanda administrativa a un tribunal.
Detención administrativa por delitos menores descritos en la Ley de Sanciones Administrativas por hasta quince días o veinte días por delitos menores. Las adolescentes de dieciséis años o menos y las mujeres embarazadas o que alimentan a un bebé menor de un año están exentos. Los adolescentes de dieciséis a dieciocho años están exentos de su primer delito menor.
La rehabilitación obligatoria se puede imponer a los drogadictos que rechazan o fracasaron en la rehabilitación comunitaria o que comenzaron a reutilizar después de la rehabilitación comunitaria previa por una duración de dos años ordinariamente. La orden de rehabilitación obligatoria la emite el órgano de seguridad pública. Los centros de rehabilitación suelen estar a cargo de los órganos de seguridad pública y, en algunos lugares, de los órganos administrativos judiciales. Existe preocupación si esto le da al órgano de seguridad pública demasiado poder con poca o ninguna supervisión. La efectividad de la rehabilitación obligatoria también se cuestiona, y se ve a menudo como disuasión más que rehabilitación.

### Judiciales
Para aquellos que son procesados y declarados culpables, el tribunal puede sentenciarlos a las siguientes penas que limitan la libertad de acuerdo con la ley:
La vigilancia pública o Guanzhi (literalmente, Control) no requiere tiempo en la cárcel, y el condenado puede regresar a su comunidad de inmediato, pero debe informar sus actividades regularmente al departamento de policía local o al departamento administrativo judicial durante el tiempo designado por el tribunal de un mínimo de tres meses, hasta un máximo de dos años, y con múltiples delitos, la sentencia combinada puede alcanzar los tres años. Guanzhi también requiere que la libertad de expresión, asociación, publicación, protesta, etc. se limite a menos que lo apruebe la agencia de informes designada, aunque todavía se puede votar y ocupar cargos públicos. Para aquellos bajo Guanzhi, el derecho a la igualdad de remuneración en el trabajo está protegido por la ley.
La detención penal o Juyi varía de un mes a seis meses en un lugar cercano a la residencia, supervisado por el departamento de policía local y el condenado puede regresar a su hogar uno o dos días por mes. Es posible que necesiten trabajar mientras están detenidos y recibirán algún pago.
El encarcelamiento de plazo fijo oscilará entre seis meses y quince años, o cuando sea culpable de múltiples delitos, el máximo será de veinte años o el tiempo de sentencia combinado, lo que sea menor. Si se reduce la pena de muerte, el plazo será de veinticinco años. Si se reduce de la cadena perpetua, el término será de veinte años.
La cadena perpetua casi siempre puede reducirse a un plazo fijo, aunque el tiempo total cumplido no debe ser inferior a diez años.
La cadena perpetua sin libertad condicional se promulgó en la Ley Penal el 11 de diciembre de 2015, es aplicable a los condenados por malversación de fondos.
La pena de muerte con dos años de suspensión se conmutará a cadena perpetua si el condenado no comete otro delito grave dentro del período de dos años, o de la encarcelación de plazo fijo si el condenado ayuda a resolver un delito grave o contribuye en gran medida a la sociedad. La pena de muerte suspendida sin libertad condicional se puede reducir automáticamente a cadena perpetua sin libertad condicional si no se comete otro delito dentro del período de dos años, a partir de ese punto, la sentencia ya no se puede conmutar.
La pena de muerte con ejecución inmediata debe ser aprobada por el Tribunal Popular Supremo. La pena de muerte no es aplicable a mujeres embarazadas, menores y, en la mayoría de los casos, personas mayores con más de setenta años. Si se encuentra a una mujer embarazada en cualquier momento mientras está detenida o encarcelada antes de la ejecución, incluso si tuvo un aborto espontáneo, la ejecución se cancelará y se revertirá la sentencia, y el tribunal debe volver a determinar la sentencia apropiada.
Si se lo condena a prisión de cualquier tipo, el tiempo de detención preventiva se descontará del tiempo necesario para cumplir, y para aquellos condenados a vigilancia pública, un día detenido se contará como dos días cumplidos.